# Пунта-дель-Эсте
Пунта-дель-Эсте (исп. Punta del Este) — город и курорт на юге Уругвая, в департаменте Мальдонадо.

## География и климат
Расположен примерно в 5 км к юго-востоку от административного центра департамента, города Мальдонадо, и в 140 км к востоку от столицы страны, города Монтевидео.
Климат города — океанический. Осадки равномерно распределены на протяжении года, их средний годовой уровень составляет около 1010 мм. Самый тёплый месяц года — январь, со средней температурой 21,7 °C, а самый прохладный месяц — июль, со средней температурой 11,5 °C. Среднегодовая температура составляет 16,6 °C.

## История
Основан в 1907 году, первоначально назывался Итусайнго.
Получил статус города (Ciudad) 2 июля 1957 года, согласно постановлению № 12.397.

## Население
По данным на 2011 год население города составляет 9277 человек.
| Год  | Население |
| ---- | --------- |
| 1963 | 5272      |
| 1975 | 7197      |
| 1985 | 6731      |
| 1996 | 8294      |
| 2004 | 7298      |
| 2011 | 9277      |

Источник: Instituto Nacional de Estadística de Uruguay

## Города-побратимы
- Марбелья, Испания
- Ибарра Эквадор

## Галерея
- Пляж Ла-Манса
- Скульптура «Рука»
- Ночной вид города
- Порт города
- Казино в Пунта-дель-Эсте
- Остров Горрити, полуостров Пунта-дель-Эсте и остров Лобос